# 印度團扇鰩
印度團扇鰩（學名：[Platyrhina psomadakisi] 错误：{{Lang}}：文本有斜体标记（帮助）），又稱印度黃點鯆，為軟骨魚綱電鰩目團扇鰩科團扇鰩屬的一種，被IUCN列為近危保育類動物，分布於北印度洋緬甸外海海域，深度60至160公尺，體長可達38公分，棲息在沿海沙石底質海域，為底棲性魚類，屬肉食性，生活習性不明。